# Keak da Sneak (альбом)
Keak da Sneak — третій студійний альбом американського репера Keak da Sneak, уперше випущений у 2001 р. 9 листопада 2004 лейбл Moe Doe Entertainment перевидав реліз зі зміненим треклистом. Саме його наведено нижче. У записі платівки взяли участь Yukmouth, Spice 1 та Сан Квінн. Усі композиції спродюсували E-A-Ski та Тоун Капоне.

## Список пісень
1. «East Oakland» — 4:19
2. «Same Ol' Shit» — 3:01
3. «Amigo» (з участю Yukmouth) — 4:09
4. «All I Need» — 4:34
5. «Hands in the Sky» (з участю San Quinn) — 5:01
6. «Fast Lane» — 3:56
7. «Untouchable» — 4:42
8. «Square Ass Nigga» — 2:59
9. «Why» — 4:06
10. «Cream» (з участю Spice 1) — 4:37
11. «Can't You See» — 4:12
12. «Mind of a Soldier» — 4:10